# Itancourt
Itancourt ist eine französische Gemeinde mit 999 Einwohnern (Stand: 1. Januar 2022) im Département Aisne in der Region Hauts-de-France (vor 2016: Picardie); sie gehört zum Arrondissement Saint-Quentin und zum Kanton Ribemont. 

## Geografie
Itancourt liegt etwa sechs Kilometer südöstlich von Saint-Quentin auf einem Plateau zwischen den Flüssen Oise und Somme.

### Nachbargemeinden
Umgeben wird Itancourt von den Nachbargemeinden Neuville-Saint-Amand im Norden, Sissy im Osten und Nordosten, Mézières-sur-Oise im Osten und Südosten, Berthenicourt im Süden und Südosten sowie Urvillers im Westen und Südwesten.

## Bevölkerungsentwicklung
| Jahr                       | 1962 | 1968 | 1975 | 1982 | 1990 | 1999 | 2006 | 2018 |
| Einwohner                  | 540  | 566  | 671  | 751  | 998  | 1048 | 1111 | 1028 |
| Quellen: Cassini und INSEE |      |      |      |      |      |      |      |      |

## Sehenswürdigkeiten

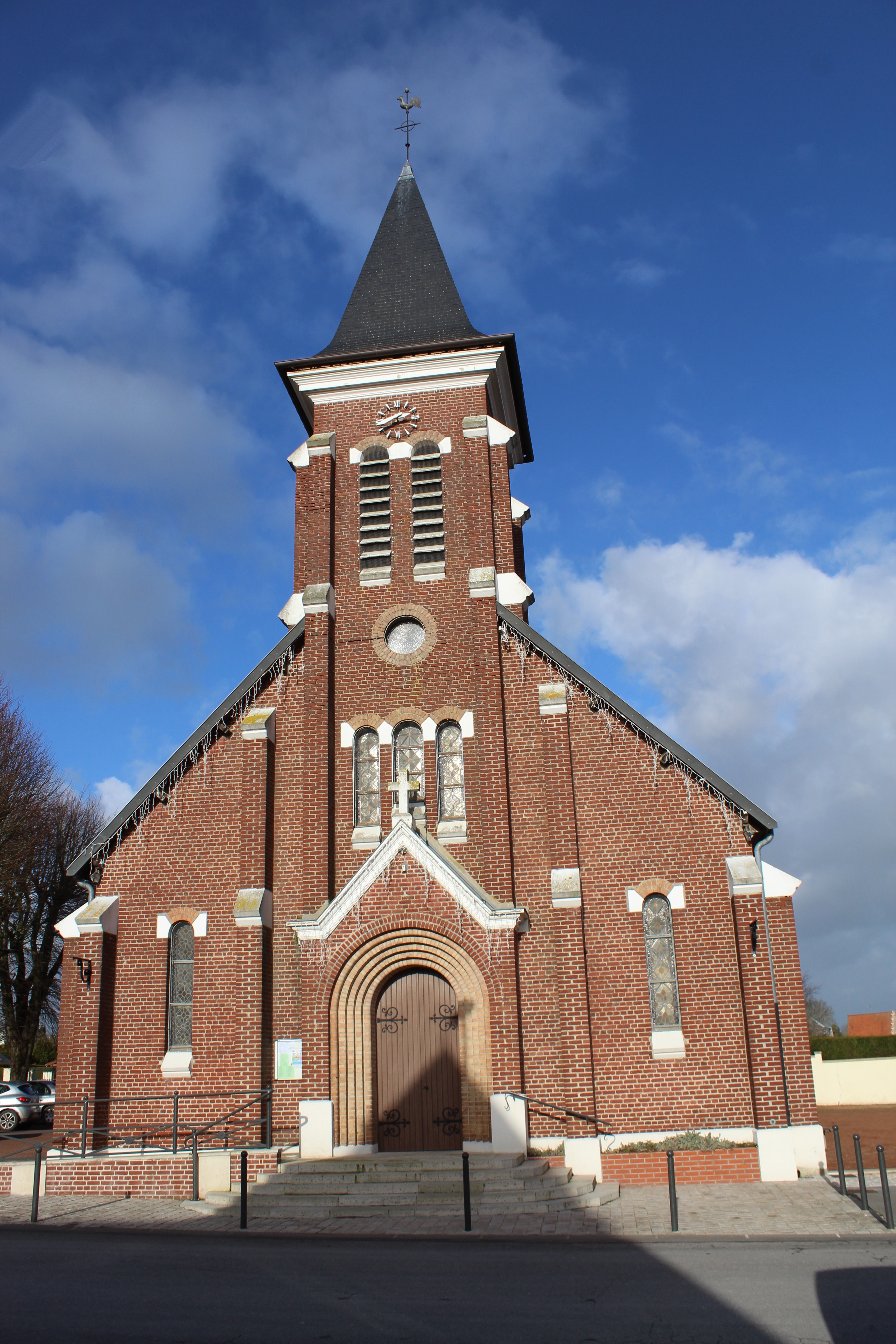
Kirche Saint-Éloi d'Itancourt

- Kirche Saint-Éloi d'Itancourt